# 구비오
구비오(이탈리아어: Gubbio)는 이탈리아 움브리아주 페루자도에 위치한 코무네다. 아펜니노산맥에 위치한 작은 산인 인지노(Ingino)산의 비탈면에 위치해있다.

## 역사
도시의 역사는 매우 오래되었다. 언덕 위에 있던 마을은 이미 청동기 시대부터 존재했었다. 이쿠비움(Ikuvium)이라는 이름을 지녔던 이곳은 로마 이전시대에 고대 움브리아인들에게 중요했던 마을이였고, 고대 움브리아어가 다수 남아있는 청동판인 이구비네 판이 발견되면서 유명해졌다. 기원전 2세기에 로마인들게 정복당한후, 이곳은 이구비움(Iguvium)이라는 명칭으로 개명됐고, 세계에서 두 번째로 큰 로마 극장이 있던것이 증명되는등 중요한 도시로서 남았다.
구비오는 중세 시대가 시작하던 당시에 매우 강력해졌다. 제1차 십자군 전쟁 당시에 이곳은 지롤라모 가브리엘리 지휘하에 1000명의 기사들을 보냈고, 증명되지 않는 지역 전승에 의하면, 그들은 공성전(1099년) 당시에 성묘 교회를 처음으로 입성한 이들이라고 한다.
다음 세기에는 꽤나 격동의 시기였고, 구비오는 움브리아 지역의 마을들과 전쟁을 하느라 바빴다. 그 전쟁들중 하나는 1151년에 압도적인 승리를 거두고 구비오와 번영의 시대를 수호한 성 우발도 발다시니의 기적적인 개입이 있었다. 구엘프와 기벨린의 어려움속에서 콘도티에로인 칸테 데이 가브리엘리(1260 - 1335) 같은 이들이 교황 세력을 지원하는 구엘프의 당원이였고, 피렌체의 포데스타시절에 단테 알리기에리를 추방했다.

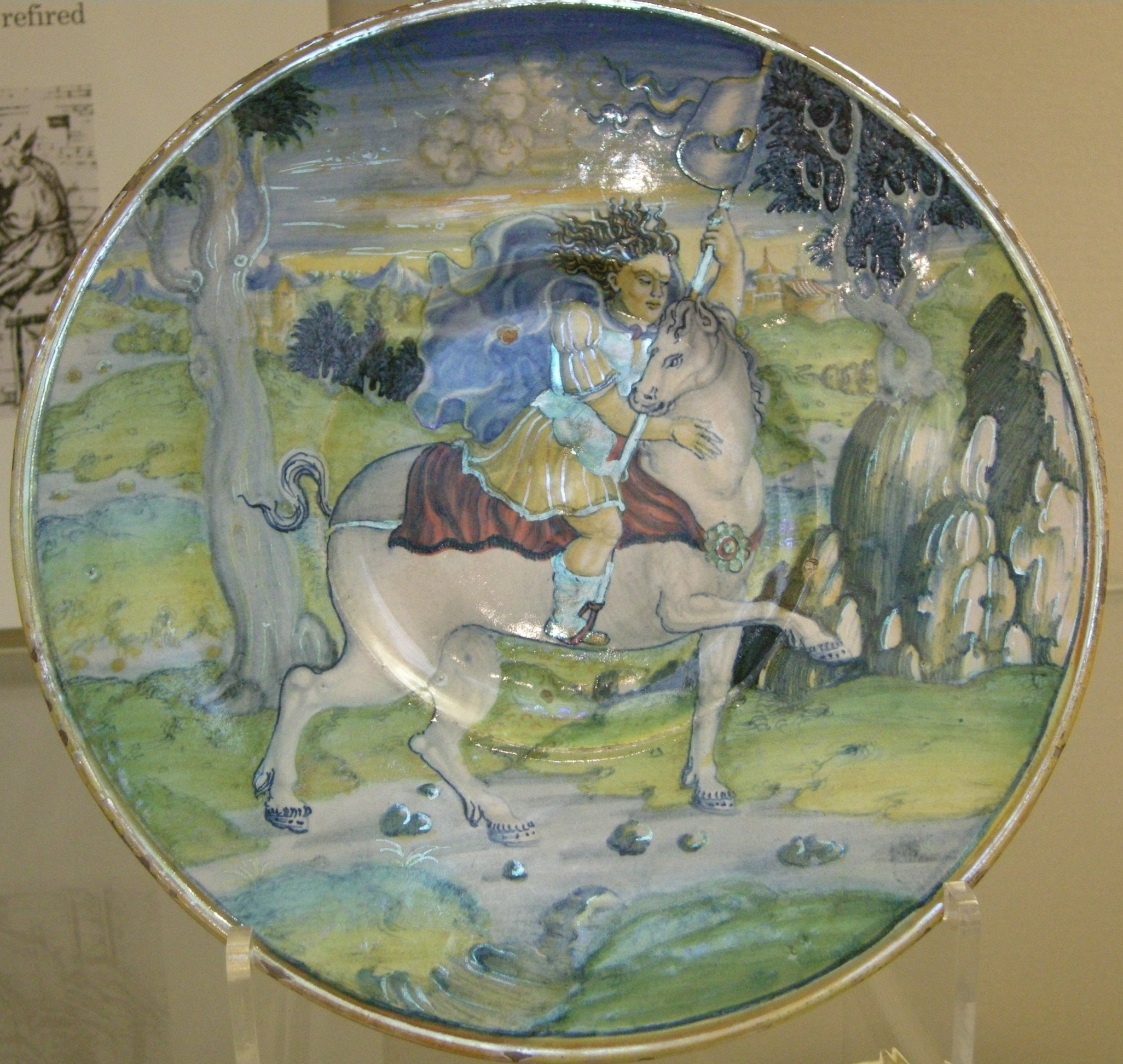
1525년 작품 "루스트로"(lustro, 반영)으로 유명한 조르조 안드레올리의 구비오 마욜리카

1350년에 구비오의 가장 중요한 귀족 가문의 일원인 보르고발레의 백작 조반니 가브리엘리는 공화국을 공격했고 구비오의 군주가 되었다. 하지만 그의 통치는 짧았고, 교회를 대표하는 힐 알바레스 데 알보르노스에게 1354년에 마을을 강제로 넘기게 되었다.
몇년이 지나고, 구비오의 주교인 가브리엘로 가브리엘리는 그 스스로를 구비오의 군주(Signor d’Agobbio)라고 선언했다. 그의 친척들이 포함된 귀족 무리의 배신으로 인해, 그 주교는 도시에서 추방당했고 칸티아노(Cantiano)에 있는 그의 성으로 도피했다.
가브리엘리 가문의 정치적 위신이 쇠퇴하고, 구비오는 그후에 몬테펠트로의 영역에 세워졌다. 페데리코 다 몬테펠트로는 옛 팔라초 두칼레(Palazzo Ducale)를 재건하였고, 우르비노(Urbino)에 있는 그의 스투디올로같은 인타르시아로 덧된 스투디올로를 세웠다. 구비오에 있는 마욜리카 산업은 16세기 중반의 초창기에 금과 구리를 모방한 금속 진주 광택이 나는 도자기와 함께 절정을 이뤘다.
구비오는 우르비노 공국에게서 인정을 받았던 델라 로베레 가문 시기인 1631년에 교황령의 일부가 되었다. 1870년에 교황령의 나머지 지역과 함께 이탈리아 왕국에 합병되었다.

## 문화

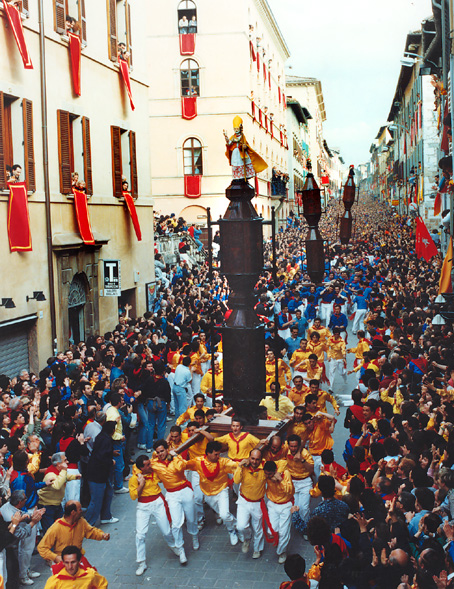
코르사 데이 체리.

구비오는 매년 5월 15일마다 열리는 코르사 데이 체리가 열리는 곳이다. 코르사 데이 체리는 구비오의 수호성인인 성 우발도(Ubaldo), 성 조르조(Giorgio) 그리고 성 안토니오(Antonio)에게 헌정된 세 개의 팀이 각각 모래시계 모양을 하고 280 kg이 나가는 4미터의 높이의 팔각기둥 위에 조각된 목제 조각상을 들고, 응원당의 인파들 사이로 성 우발도 바실리카에 있는 팔라초 데이 콘솔리(Palazzo dei Consoli)의 앞에 있는 주 광장에서부터 산 위로 달리는 축제이다.
이 레이스는 종교성, 시민성, 역사성의 색체가 강하며, 이탈리아에서 가장 잘알려진 민속 축제 중 하나이다. 체리는 오늘날의 움브리아 주의 문장의 상징으로 채택되었다.
코르사 데이 체리 같은 축제는 펜실베니아, 제섭에서도 열린다. 이 작은 마을의 사람들은 구비오의 사람들의 같은 축제 행사를 가져왔다. 이들은 메모리얼 데이 휴일에 거리를 따라 세 개의 조각상을 들고 달린다.
구비오는 또한 르네상스 시기에 이탈리아의 도자기(마욜리카)의 생산 중심지로서도 알려졌었다. 그 시기의 가장 중요한 이탈리아 도예가인 마스트로 조르조는 16세기 초에 구비오에서 활동했다.

## 프라치오니
구비오에 있는 프라치오니:
벨베데레(Belvedere), 비시나(Biscina), 브란카(Branca), 부라노(Burano), 캄포레자노(Camporeggiano), 카르보네스카(Carbonesca), 카사모르차라조(Casamorcia-Raggio), 치폴레토(Cipolleto), 콜론나타(Colonnata), 콜팔롬보(Colpalombo), 페라텔레(Ferratelle), 로레토(Loreto), 마그라노(Magrano), 모카이아나(Mocaiana), 몬텔레토(Monteleto), 몬텔루이아노(Monteluiano), 노냐(Nogna), 파둘레(Padule), 페트로이아(Petroia), 폰테다시(Ponte d'Assi), 라조(Raggio), 산베네데토베키오(San Benedetto Vecchio), 산마르코(San Marco), 산마르티노인콜레(San Martino in Colle), 산타 크리스티나(Santa Cristina), 스크리토(Scritto), 세몬테(Semonte), 스파다(Spada), 토레칼촐라리(Torre Calzolari), 빌라마냐(Villa Magna)

## 구비오 층
구비오는 지질학자들과 고생물학자에게 도시의 바깥 길에 의해 노출되어 이리듐이 풍부한 퇴적층인 "구비오 층"이라고 불리는 것의 발견 장소로서 알려져있다.

## 자매 도시
구비오의 자매 도시 목록:
| - 프랑스 탄 - 프랑스 살롱드프로방스 - 독일 베르트하임 - 미국 제섭 | - 이탈리아 사사리 - 이탈리아 팔미 - 이탈리아 비테르보 - 이탈리아 놀라 |

## 같이 보기
- 인지노 산 크리스마스 트리